# Umami
Umami je prijatan ukus koji je jedan od pet osnovnih ukusa, zajedno sa slatkim, kiselim, gorkim, i slanim. Umami je pozajmljena reč iz japanskog (jap. うま味) sa značenjem „prijatan ukus”. Ljudski jezik ima receptore za L-glutamat, koji je izvor umami ukusa.

## Literatura
- Flavor Chemistry: Thirty Years of Progress By Roy Teranishi, Emily L. Wick, Irwin Hornstein; Article: Umami and Food Palatability, by Shizuko Yamaguchi and Kumiko Ninomiya.  978-0-306-46199-6
- Barbot, Pascal; Matsuhisa, Nobu; and Mikuni, Kiyomi. Foreword by Heston Blumenthal. Dashi and Umami: The Heart of Japanese Cuisine. London: Eat-Japan / Cross Media, 2009